# C18orf21
C18orf21 (англ. Chromosome 18 open reading frame 21) – білок, який кодується однойменним геном, розташованим у людей на довгому плечі 18-ї хромосоми. Довжина поліпептидного ланцюга білка становить 220 амінокислот, а молекулярна маса — 24 827.
| 10         |  | 20         |  | 30         |  | 40         |  | 50         |
| ---------- |  | ---------- |  | ---------- |  | ---------- |  | ---------- |
| MRQKHYLEAA |  | ARGLHDSCPG |  | QARYLLWAYT |  | SSHDDKSTFE |  | ETCPYCFQLL |
| VLDNSRVRLK |  | PKARLTPKIQ |  | KLLNREARNY |  | TLSFKEAKMV |  | KKFKDSKSVL |
| LITCKTCNRT |  | VKHHGKSRSF |  | VSTLKSNPAT |  | PTSKLSLKTP |  | ERRTANPNHD |
| MSGSKGKSPA |  | SVFRTPTSGQ |  | SVSTCSSKNT |  | SKTKKHFSQL |  | KMLLSQNESQ |
| KIPKVDFRNF |  | LSSLKGGLLK |  |            |  |            |  |            |

A: Аланін

C: Цистеїн

D: Аспарагінова кислота

E: Глутамінова кислота

F: Фенілаланін

G: Гліцин

H: Гістидин

I: Ізолейцин

K: Лізин

L: Лейцин

M: Метіонін

N: Аспарагін

P: Пролін

Q: Глутамін

R: Аргінін

S: Серин

T: Треонін

V: Валін

W: Триптофан

Кодований геном білок за функцією належить до фосфопротеїнів. 
Задіяний у такому біологічному процесі, як альтернативний сплайсинг. 